# Liste des villes jumelées de Jordanie
 (décembre 2016).

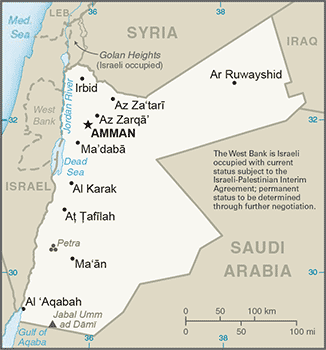
Carte du Jordanie.

Ceci est la Liste des villes jumelées du Jordanie ayant des liens permanents avec des communautés locales dans d'autres pays. Dans la plupart des cas, en particulier quand elle est officialisée par le gouvernement local, l'association est connue comme « jumelage » (même si d'autres termes, tels que « villes partenaires », « Sister Cities » ou « municipalités de l'amitié » sont parfois utilisés). La plupart des endroits sont des villes, mais cette liste comprend aussi des villages, des districts, comtés, etc., avec des liens similaires.
- Haut – A
- B
- C
- D
- E
- F
- G
- H
- I
- J
- K
- L
- M
- N
- O
- P
- Q
- R
- S
- T
- U
- V
- W
- X
- Y
- Z

## A

### Amman
Beijing, Chine (1990)
 Istanbul, Turquie (1997)
 São Paulo, Brésil, (1997),

## M

### Madaba
Bethléem, Palestine

## Sources
- (en) Cet article est partiellement ou en totalité issu de l’article de Wikipédia en anglais intitulé « List of twin towns and sister cities in Jordan » (voir la liste des auteurs).